# Liste der Bayerischen Staatsminister für Europaangelegenheiten
Dies ist eine Liste der bayerischen Staatsminister für Europaangelegenheiten.
| Name                            | Amtsantritt                         | Kabinett             | Partei |
| ------------------------------- | ----------------------------------- | -------------------- | ------ |
| Georg von Waldenfels            | 27. September 1987 19. Oktober 1988 | Strauß III Streibl I | CSU    |
| Thomas Goppel                   | 30. Oktober 1990 17. Juni 1993      | Streibl II Stoiber I | CSU    |
| Edmund Stoiber geschäftsführend | 25. Februar 1994                    | Stoiber I            | CSU    |
| Ursula Männle                   | 27. Oktober 1994                    | Stoiber II           | CSU    |
| Reinhold Bocklet                | 6. Oktober 1998                     | Stoiber III          | CSU    |
| Eberhard Sinner                 | 14. Oktober 2003                    | Stoiber IV           | CSU    |
| Emilia Müller                   | 29. November 2005                   | Stoiber IV           | CSU    |
| Markus Söder                    | 16. Oktober 2007                    | Beckstein            | CSU    |
| Emilia Müller                   | 30. Oktober 2008                    | Seehofer I           | CSU    |
| Beate Merk                      | 10. Oktober 2013                    | Seehofer II          | CSU    |
| Georg Eisenreich                | 21. März 2018                       | Söder I              | CSU    |
| Florian Herrmann                | 6. November 2018                    | Söder II             | CSU    |
| Melanie Huml                    | 11. Januar 2021                     | Söder II             | CSU    |
| Eric Beißwenger                 | 8. November 2023                    | Söder III            | CSU    |